# 今泉恂之介
今泉 恂之介（いまいずみ じゅんのすけ、1937年7月10日 - ）は、日本のジャーナリスト。流通経済大学教授。

## 経歴
東京出身。1962年上智大学文学部独文科卒業、日本経済新聞社入社。運動部次長、1985年社会部編集委員、1990年論説委員。コラム「春秋」を担当。
1997年中国河南省鄭州大学客員教授。1999年流通経済大学教授（現代文章論・メディア論）。
2007年NPO法人双牛舎代表理事。

## 著書
- 『監督の条件 プロフェッショナルの指導術』東京出版 Tokyoブックス 1988
- 『兵馬俑と始皇帝』新潮選書 1995
- 『マスコミ受験のための論文・作文講座 1998』日経事業出版社 日経就職シリーズ 1996
- 『就職試験のための論文・作文講座 1999』日経事業出版社 日経就職シリーズ 1997
- 『追跡・則天武后』新潮選書 1997
- 『関羽伝』新潮選書 2000
- 『子規は何を葬ったのか 空白の俳句史百年』新潮選書 2011
- 『伊那の放浪俳人井月現る』同人社 2014
- 『俳句史の真実』双牛舎 2017

### 共編著
- 『文章表現法 大学生の教養 改訂版』今井啓一 共著 学術図書出版社 2002
- 『エンディングの研究 人生の終章に為すべきこと』編著 サンライフ企画 2010